# 香港2024年度授勳及嘉獎名單
香港2024年授勳名單於2024年7月1日刊登於《香港特別行政區政府憲報》。是年共502人獲得時任行政長官李家超頒授勳銜及作出嘉獎，勳銜頒授典禮11月23日假禮賓府舉行。政府其後在頒獎禮前夕宣佈向已故蘇月良先生追授銀英勇勳章。

## 授勳及嘉獎名單

### 大紫荊勳章
- 廖長江議員，大紫荊勳賢，GBS，JP
- 劉兆佳教授，大紫荊勳賢，GBS，JP
- 李焯芬教授，大紫荊勳賢，GBS，JP
- 李家傑博士，大紫荊勳賢，SBS，JP
- 林樹哲先生，大紫荊勳賢，GBS

### 金紫荊星章
- 梁美芬議員，GBS，JP
- 袁家寧法官，GBS
- 陳守仁博士，GBS
- 利敏貞女士，GBS，JP
- 朱曼鈴女士，GBS，JP
- 黃智祖先生，GBS，JP
- 李國棟醫生，GBS，JP
- 容永祺博士，GBS，MH，JP
- 簡志豪先生，GBS，MH，JP
- 陳清泉教授工程師，GBS
- 陳維安先生，GBS
- 黃志祥先生，GBS

### 銀紫荊星章
- 陳勇議員，SBS，JP
- 歐陽桂如法官，SBS
- 朱珮瑩法官，SBS
- 梁肇輝博士，SBS，JP
- 陳派明工程師，SBS，JP
- 盧世雄先生，SBS，JP
- 袁小惠女士，SBS，JP
- 鄭鍾偉先生，SBS，JP
- 吳王依雯女士，SBS，JP
- 吳華江先生，SBS，JP
- 李德康先生，SBS，MH，JP
- 唐偉章教授，SBS，JP
- 陳文洲先生，SBS，JP
- 馮孝忠先生，SBS，JP
- 黃碧嬌女士，SBS，MH，JP
- 劉德華先生，SBS，MH，JP
- 盧永雄先生，SBS，JP
- 蕭楚基先生，SBS，MH，JP
- 龍子明先生，SBS，MH，JP
- 嚴玉麟博士，SBS，JP
- 彭耀雄工程師，SBS，JP
- 朱敏健先生，SBS，IDS
- 翁志明先生，SBS，MH
- 潘佩璆醫生，SBS

### 銀英勇勳章
- 蘇月良先生，MBS

### 紀律部隊及廉政公署卓越獎章
香港警察卓越獎章
- 陳俊燊先生，PDSM，PMSM
- 陳綺麗女士，PDSM，PMSM
- 陳民德先生，PDSM

香港消防事務卓越獎章
- 梁韋洛先生，FSDSM
- 許偉明先生，FSDSM
- 陳慶勇先生，FSDSM
- 劉國富先生，FSDSM

香港入境事務卓越獎章
- 程和木先生，IDSM
- 樊曉聲先生，IDSM

香港海關卓越獎章
- 胡偉軍先生，CDSM
- 吳潔貞女士，CDSM

香港懲教事務卓越獎章
- 梁志偉先生，CSDSM

政府飛行服務隊卓越獎章
- 孫志華先生，GDSM

香港廉政公署卓越獎章
- 麥偉強先生，IDS

### 銅紫荊星章
- 郭偉强議員，BBS，JP
- 邵家輝議員，BBS，JP
- 陳振英議員，BBS，JP
- 滕錦光教授，BBS，JP
- 陳曉峰先生，BBS，MH，JP
- 湯修齊先生，BBS，MH，JP
- 李萃珍女士，BBS，JP
- 周春玲女士，BBS，JP
- 邱詠筠女士，BBS，JP
- 韋安祖先生，BBS，JP（Mr Andrew Walter Bougourd Ross WEIR）
- 徐仕基工程師，BBS，JP
- 張廣軍先生，BBS，JP
- 梁健文先生，BBS，JP
- 陳念慈女士，BBS，JP
- 曾智明先生，BBS，JP
- 舒心博士，BBS，JP
- 蔡宏興先生，BBS，JP
- 鄺家陞工程師，BBS，JP
- 龐建貽先生，BBS，JP
- 司徒旭先生，BBS，MH
- 何毅強先生，BBS，MH
- 徐美雲女士，BBS，MH
- 梁鉅海先生，BBS，MH
- 黃敬文先生，BBS
- 巴雅博先生，BBS((Mr Apurv BAGRI)
- 呂耀東先生，BBS
- 余健南先生，BBS
- 李然博士，BBS
- 杜淦堃先生，BBS
- 沈向洋教授，BBS
- 周紹喜工程師，BBS
- 胡繼修先生，BBS
- 韋浩文先生，BBS
- 馬介欽博士，BBS
- 張綺薇女士，BBS
- 陳德義先生，BBS
- 陳黎惠蓮女士，BBS
- 劉洪文燕女士，BBS
- 盧錦倫先生，BBS

### 紀律部隊及廉政公署榮譽獎章
香港警察榮譽獎章
- 李國昌先生，PMSM
- 林敏嫻女士，PMSM
- 史廣鴻先生，PMSM
- 何志堅先生，PMSM
- 余偉良先生，PMSM
- 吳詠賢女士，PMSM
- 巫劍豪先生，PMSM
- 李仲華先生，PMSM
- 韋志達先生，PMSM（Mr Peter David WHITTON）
- 張偉華先生，PMSM
- 張壽穩先生，PMSM
- 張綺玲女士，PMSM
- 梁維安先生，PMSM
- 陳有富先生，PMSM
- 曾繁國先生，PMSM
- 馮慶南先生，PMSM
- 黃中輝先生，PMSM
- 楊寶榮先生，PMSM
- 劉達輝先生，PMSM
- 鄭嘉俊先生，PMSM
- 鄭劍雲先生，PMSM
- 蕭思銘先生，PMSM

香港消防事務榮譽獎章
- 梁家駿先生，FSMSM
- 莊永安先生，FSMSM
- 陳振榮先生，FSMSM
- 勞耀康先生，FSMSM
- 彭健安先生，FSMSM
- 楊立新先生，FSMSM
- 楊啟宏先生，FSMSM
- 關鎮威先生，FSMSM

香港入境事務榮譽獎章
- 葉兆强先生，IMSM
- 王美德女士，IMSM
- 邱陵先生，IMSM
- 許欣欣女士，IMSM
- 潘肇川先生，IMSM

香港海關榮譽獎章
- 李嘉明先生，CMSM
- 馬少芳女士，CMSM
- 黃志偉先生，CMSM
- 楊嘉斐女士，CMSM

香港懲教事務榮譽獎章
- 余漢麟先生，CSMSM
- 周鳳玲女士，CSMSM
- 袁瑞恒先生，CSMSM
- 羅鎮烽先生，CSMSM

政府飛行服務隊榮譽獎章
- 梁敏超機長，MBB，GMSM

香港廉政公署榮譽獎章
- 方志堅先生，IMS
- 雷家聰先生，IMS

### 榮譽勳章
- 李正儀博士，MH，JP
- 陳永康博士工程師，MH，JP
- 黃梓謙先生，MH，JP
- 謝愛紅女士，MH
- 羅曉楓先生，MH
- 丁健華先生，MH
- 何華漢先生，MH
- 梁進先生，MH
- 陳繼偉先生，MH
- 黃秋萍女士，MH
- 劉啟康先生，MH
- 潘孝汶先生，MH
- 伍燕梅女士，MH
- 朱偉明先生，MH
- 吳麗鳳女士，MH
- 林建群醫生，MH
- 侯福達先生，MH
- 區佩兒女士，MH
- 張欽龍先生，MH
- 郭文坤先生，MH
- 麥堅力先生，MH（Mr Alexander Robert McQUEEN）
- 曾耀棠先生，MH
- 黃冰芬女士，MH
- 黃根仔先生，MH
- 楊倩玉女士，MH
- 葉平南先生，MH
- 蔡世鴻先生，MH
- 賴榮春先生，MH
- 孔永業先生，MH
- 王如躍博士，MH
- 王瑋駿先生，MH
- 王槐裕先生，MH
- 江旻憓女士，MH
- 何元鳳女士，MH
- 吳慧君女士，MH
- 吳騰先生，MH
- 李子健醫生，MH
- 李志康博士工程師，MH
- 李承哲先生，MH
- 李淑芬女士，MH
- 李聖根先生，MH
- 李銘銳先生，MH
- 冼石韞玉女士，MH
- 周卓然先生，MH
- 招偉立先生，MH
- 林新棟先生，MH
- 林慧虹女士，MH
- 邱婕兒女士，MH
- 施純森先生，MH
- 胡池先生，MH
- 韋兆新先生，MH（Mr Russell Elliot WEBB）
- 凌偉漢先生，MH
- 孫蔡吐媚女士，MH
- 崔宇恒先生，MH
- 張玉其先生，MH
- 張智彥先生，MH
- 梁路得女士，MH
- 梁嘉輝先生，MH
- 符茜女士，MH
- 許漢卿女士，MH
- 許龍一先生，MH
- 連少冬女士，MH
- 郭興坤先生，MH
- 陳宇澤先生，MH
- 陳狄安先生，MH
- 陳東山先生，MH
- 陳芳盈女士，MH
- 陳炳泉教授，MH
- 陳英凝教授，MH
- 陳首銘博士，MH
- 陳振宇教授，MH
- 陳國基先生，MH
- 陳落齊先生，MH
- 陳曉鋒博士，MH
- 麥勁生教授，MH
- 賀頤盛先生，MH（Mr Liam Martin DOHERTY)
- 黃光耀先生，MH
- 黃志強先生，MH
- 黃廸華女士，MH
- 黃碧如女士，MH
- 楊榮輝先生，MH
- 楊慧君女士，MH
- 詹漢欽先生，MH
- 廖嘉倫女士，MH
- 蒙美玲女士，MH
- 趙應春教授，MH
- 蔡紀駿先生 ，MH（Mr James Murray CHRISTIE）
- 蔡懿德女士，MH
- 劉文杰先生，MH
- 劉娟女士，MH
- 劉德平先生，MH
- 盧麗華博士，MH
- 錢漢輝先生，MH
- 鮑拿先生，MH（Mr Wilhelm BRAUNER）
- 戴凱倫女士，MH
- 謝偉鴻博士，MH
- 謝景霞女士，MH
- 謝曉東博士，MH
- 鍾育升先生，MH
- 鍾郝儀女士，MH
- 羅家聰先生，MH
- 譚少聰先生，MH
- 譚金蓮女士，MH
- 蘇潔瑩醫生，MH
- 釋衍空法師，MH

### 行政長官社區服務獎狀
- 何秀賢女士
- 周天意女士
- 梁振邦先生
- 曾國家先生
- 劉淑燕女士
- 鄺珉樀先生
- 司徒建華先生
- 刁振邦先生
- 方奕聰先生
- 白宛蘭女士
- 朱智恒先生
- 朱嘉望女士
- 何偉俊先生
- 何甄陶先生
- 何黎敏怡女士
- 佘繕妡女士
- 吳永雄先生
- 吳偉樑先生
- 岑柱華先生
- 李文昌先生
- 李文欣女士
- 李志明先生
- 李忠澤先生
- 李智鋒先生
- 李慕潔女士
- 冼力求先生
- 卓善章先生
- 周其仲先生
- 林姿穎女士
- 林家儀博士
- 林德育先生
- 洛雅怡女士（Ms Stephanie Louise NORTON）
- 胡銘泰先生
- 計逢時先生
- 徐沛雄先生
- 張世添先生
- 張建新先生
- 張海琳女士
- 張霆邦先生
- 梁中明先生
- 梁煒泰先生
- 梁瓊允女士
- 莊展銘先生
- 莫元堅先生
- 許得恩先生
- 郭文龍先生
- 郭美華女士
- 陳冬蕾女士
- 陳俊傑先生
- 陳善鈺女士
- 陳渭泠女士
- 陳劍光先生
- 陸桐光先生
- 麥偉彬先生（Mr Robert James Douglas McROBBIE）
- 彭禮輝先生
- 曾昭浴先生
- 湯芷穎女士
- 馮奕斌教授
- 馮健中先生
- 馮慧貞女士
- 黃何淑英女士
- 黃家興教授
- 黃偉泉先生
- 黃強耀先生
- 黃樂妍女士
- 楊傑雄先生
- 楊曉林女士
- 萬子殷先生
- 鄔文英女士
- 蔡潔雯女士
- 黎衍榮先生
- 劉利年先生
- 劉徐徐女士
- 劉桂珍女士
- 鄧鎮邦先生
- 鄭利明博士工程師
- 鄭建好先生
- 鄭凱琳女士
- 鄭筱薇女士
- 鄭麗娟女士
- 賴俊榮先生
- 賴倩琪女士
- 錢敏華博士
- 蕭月珍女士
- 蕭謙偉先生
- 魏瑋恩女士

### 行政長官公共服務獎狀
- 林少忠先生
- 楊美琪女士，JP
- 梅基發先生，JP
- 廖李可期女士，JP
- 曾強先生，SBS
- 林志偉先生，PMSM
- 林偉亮先生，PMSM
- 楊耀宗先生，PMSM
- 鍾仕邦先生，PMSM
- 黎偉生博士，IMSM
- 伍朗廷先生
- 周天行先生
- 梁文豐先生
- 彭士印先生
- 蕭敏鏇女士
- 方善鏗先生
- 王錫輝先生
- 包亦煒先生
- 白智峰先生
- 伍子健先生
- 伍恩偉先生
- 伍嘉豪先生
- 向秉龍先生
- 呂文集先生
- 呂加雯女士
- 何宇揚先生
- 佘卓禮先生
- 余俊曦先生
- 吳文俊先生
- 吳加悅女士
- 吳秉聰先生
- 吳芷軒女士
- 吳朗謙先生
- 吳盛超先生
- 吳詠怡女士
- 吳蔚妍女士
- 吳融錤先生
- 李日香女士
- 李名誠先生
- 李百謙先生
- 李沛權先生
- 李家霆先生
- 李書權先生
- 李嘉莉女士
- 李維峻先生
- 李澤鴻先生
- 周仁傑先生
- 周美鳳女士
- 周庭烽先生
- 周海雄先生
- 周嘉豪先生
- 周蔚嫻女士
- 林子峰先生
- 林景豐先生
- 林瑞群女士
- 林燕明女士
- 邱嘉榮先生
- 邵韻儀女士
- 柯海棠先生
- 胡家潤女士
- 韋婧女士
- 耿麗雅女士
- 袁兆基先生
- 袁志恒先生
- 袁燕華女士
- 馬僑徽先生
- 張伯傑先生
- 張俊傑先生
- 張柏誠先生
- 戚碧梅女士
- 梁子祺先生
- 梁玉萍女士
- 梁安琪女士
- 梁晉榮先生
- 梁國林先生
- 梁維斌先生
- 梁樂文先生
- 莊文欣女士
- 莫冠斌先生
- 莫國傑先生
- 許康傑先生
- 郭思慧女士
- 郭倩文女士
- 郭啟國先生
- 郭凱瑩女士
- 郭曉君女士
- 陳子峰先生
- 陳允健先生
- 陳永鉅先生
- 陳君傑先生
- 陳志成先生
- 陳思凱先生
- 陳倩媛女士
- 陳家駒先生
- 陳偉文先生
- 陳國衛先生
- 陳培堅先生
- 陳雅香女士
- 陳嘉明先生
- 陳慧妍女士
- 陳穎琛女士
- 陳翰翹先生
- 陳龍杰先生
- 陳鴻鈞先生
- 傅悅耳女士
- 勞麗芳女士
- 彭嘉榮先生
- 曾志榮先生
- 曾倩冰女士
- 曾康然先生
- 曾凱亮先生
- 程宇廷女士
- 馮俊宜女士
- 馮寶羅先生
- 黃天筵女士
- 黃文貴先生
- 黃安妮女士
- 黃安敏女士
- 黃金鳯女士
- 黃展皓先生
- 黃添培先生
- 黃煒倫先生
- 黃銳玲女士
- 黃蕬茹女士
- 黃顯婷女士
- 楊日朗先生
- 楊英祺先生
- 楊雲飛先生
- 葉浚軒先生
- 葉澤標先生
- 詹竣耀先生
- 雷家雋先生
- 雷得信機長
- 蔡天佑先生
- 蔡晉賢先生
- 蔡嘉浩先生
- 黎啟東先生
- 黎國湧先生
- 黎達開先生
- 黎顯倫先生
- 劉力基工程師
- 劉少清女士
- 劉永旭先生
- 劉偉鴻先生
- 劉雲達先生
- 劉嘉璧女士
- 劉劍活先生
- 劉德榮先生
- 劉曉丹女士
- 劉錦銘先生
- 劉麗明女士
- 樂逢源先生
- 歐陽汶杰先生
- 鄧楚灝女士
- 鄧睫兒女士
- 鄭雅青女士
- 盧萱庭女士
- 盧樂敏女士
- 龍嘉淇女士
- 戴欣女士
- 戴相敬先生
- 繆美瑜女士
- 謝威誠先生
- 藍淑琴女士
- 鄺偉賢先生
- 魏小慧女士
- 羅天瑋先生
- 羅寶珠女士
- 譚暐麟先生
- Mr Nicholas John WATERS